# Доміно (поліміно)

Покриття шахівниці доміно. В укладанні є лише одна пара доміно, які дотикаються одна до одної довгими сторонами

Доміно — двоклітинне поліміно, тобто многокутник, отриманий об'єднанням двох рівних квадратів, які з'єднуються сторонами. Як і інші поліміно, доміно використовуються в задачах цікавої математики (наприклад, на складання фігур з поліміно).
Існує тільки одне вільне доміно, одне одностороннє доміно і два фіксованих доміно (в цьому випадку друге доміно виходить з першого поворотом на 90°).

## «Пошкоджена» шахівниця
|   | a                                     | b                                     | c                                     | d                                     | e                                     | f                                     | g                                     | h                                     |   |
| 8 | h8 чорний хрестик · a1 чорний хрестик | h8 чорний хрестик · a1 чорний хрестик | h8 чорний хрестик · a1 чорний хрестик | h8 чорний хрестик · a1 чорний хрестик | h8 чорний хрестик · a1 чорний хрестик | h8 чорний хрестик · a1 чорний хрестик | h8 чорний хрестик · a1 чорний хрестик | h8 чорний хрестик · a1 чорний хрестик | 8 |
| 7 | h8 чорний хрестик · a1 чорний хрестик | h8 чорний хрестик · a1 чорний хрестик | h8 чорний хрестик · a1 чорний хрестик | h8 чорний хрестик · a1 чорний хрестик | h8 чорний хрестик · a1 чорний хрестик | h8 чорний хрестик · a1 чорний хрестик | h8 чорний хрестик · a1 чорний хрестик | h8 чорний хрестик · a1 чорний хрестик | 7 |
| 6 | h8 чорний хрестик · a1 чорний хрестик | h8 чорний хрестик · a1 чорний хрестик | h8 чорний хрестик · a1 чорний хрестик | h8 чорний хрестик · a1 чорний хрестик | h8 чорний хрестик · a1 чорний хрестик | h8 чорний хрестик · a1 чорний хрестик | h8 чорний хрестик · a1 чорний хрестик | h8 чорний хрестик · a1 чорний хрестик | 6 |
| 5 | h8 чорний хрестик · a1 чорний хрестик | h8 чорний хрестик · a1 чорний хрестик | h8 чорний хрестик · a1 чорний хрестик | h8 чорний хрестик · a1 чорний хрестик | h8 чорний хрестик · a1 чорний хрестик | h8 чорний хрестик · a1 чорний хрестик | h8 чорний хрестик · a1 чорний хрестик | h8 чорний хрестик · a1 чорний хрестик | 5 |
| 4 | h8 чорний хрестик · a1 чорний хрестик | h8 чорний хрестик · a1 чорний хрестик | h8 чорний хрестик · a1 чорний хрестик | h8 чорний хрестик · a1 чорний хрестик | h8 чорний хрестик · a1 чорний хрестик | h8 чорний хрестик · a1 чорний хрестик | h8 чорний хрестик · a1 чорний хрестик | h8 чорний хрестик · a1 чорний хрестик | 4 |
| 3 | h8 чорний хрестик · a1 чорний хрестик | h8 чорний хрестик · a1 чорний хрестик | h8 чорний хрестик · a1 чорний хрестик | h8 чорний хрестик · a1 чорний хрестик | h8 чорний хрестик · a1 чорний хрестик | h8 чорний хрестик · a1 чорний хрестик | h8 чорний хрестик · a1 чорний хрестик | h8 чорний хрестик · a1 чорний хрестик | 3 |
| 2 | h8 чорний хрестик · a1 чорний хрестик | h8 чорний хрестик · a1 чорний хрестик | h8 чорний хрестик · a1 чорний хрестик | h8 чорний хрестик · a1 чорний хрестик | h8 чорний хрестик · a1 чорний хрестик | h8 чорний хрестик · a1 чорний хрестик | h8 чорний хрестик · a1 чорний хрестик | h8 чорний хрестик · a1 чорний хрестик | 2 |
| 1 | h8 чорний хрестик · a1 чорний хрестик | h8 чорний хрестик · a1 чорний хрестик | h8 чорний хрестик · a1 чорний хрестик | h8 чорний хрестик · a1 чорний хрестик | h8 чорний хрестик · a1 чорний хрестик | h8 чорний хрестик · a1 чорний хрестик | h8 чорний хрестик · a1 чорний хрестик | h8 чорний хрестик · a1 чорний хрестик | 1 |
|   | a                                     | b                                     | c                                     | d                                     | e                                     | f                                     | g                                     | h                                     |   |

Задача про пошкоджену шахівницю — головоломка, яку запропонував філософ Макс Блек у своїй книзі Critical Thinking (1946). Задачу згадано в книзі Голомба «Поліміно» і в колонці Мартіна Гарднера «Mathematical Games». Задача була такою:
Дано шахівницю, з якої вирізано пару протилежних кутових клітинок (рис. 2), і коробка доміно, кожне з яких покриває дві клітинки шахівниці. Чи можна повністю покрити шахівницю, використавши 31 кісточку доміно (без вільних клітинок і накладань)?

### Розв'язання
Кожне доміно на шахівниці завжди закриватиме одну чорну і одну білу клітинку. Отже, всі кісточки доміно на дошці завжди покриють однакову кількість чорних і білих клітинок. На шахівниці, яка використовується в задачі, кількість чорних клітинок не дорівнює кількості білих. Отже, повністю покрити шахівницю таким способом неможливо.